# 1769 en arts plastiques
| Années des arts plastiques : 1766 - 1767 - 1768 - 1769 - 1770 - 1771 - 1772    |
| Décennies des arts plastiques : 1730 - 1740 - 1750 - 1760 - 1770 - 1780 - 1790 |

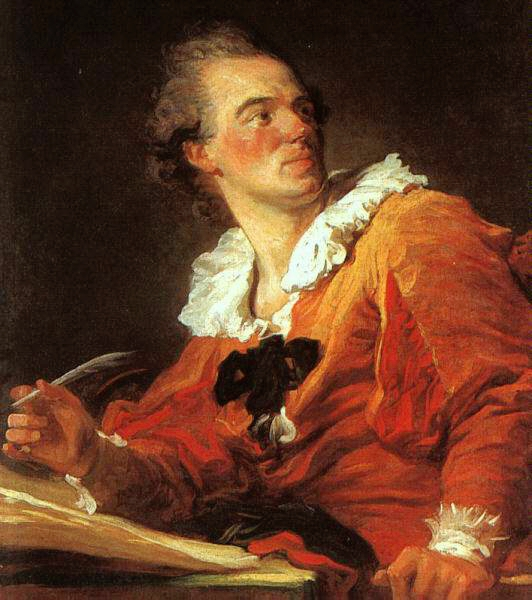
La Lettre, de Fragonard.

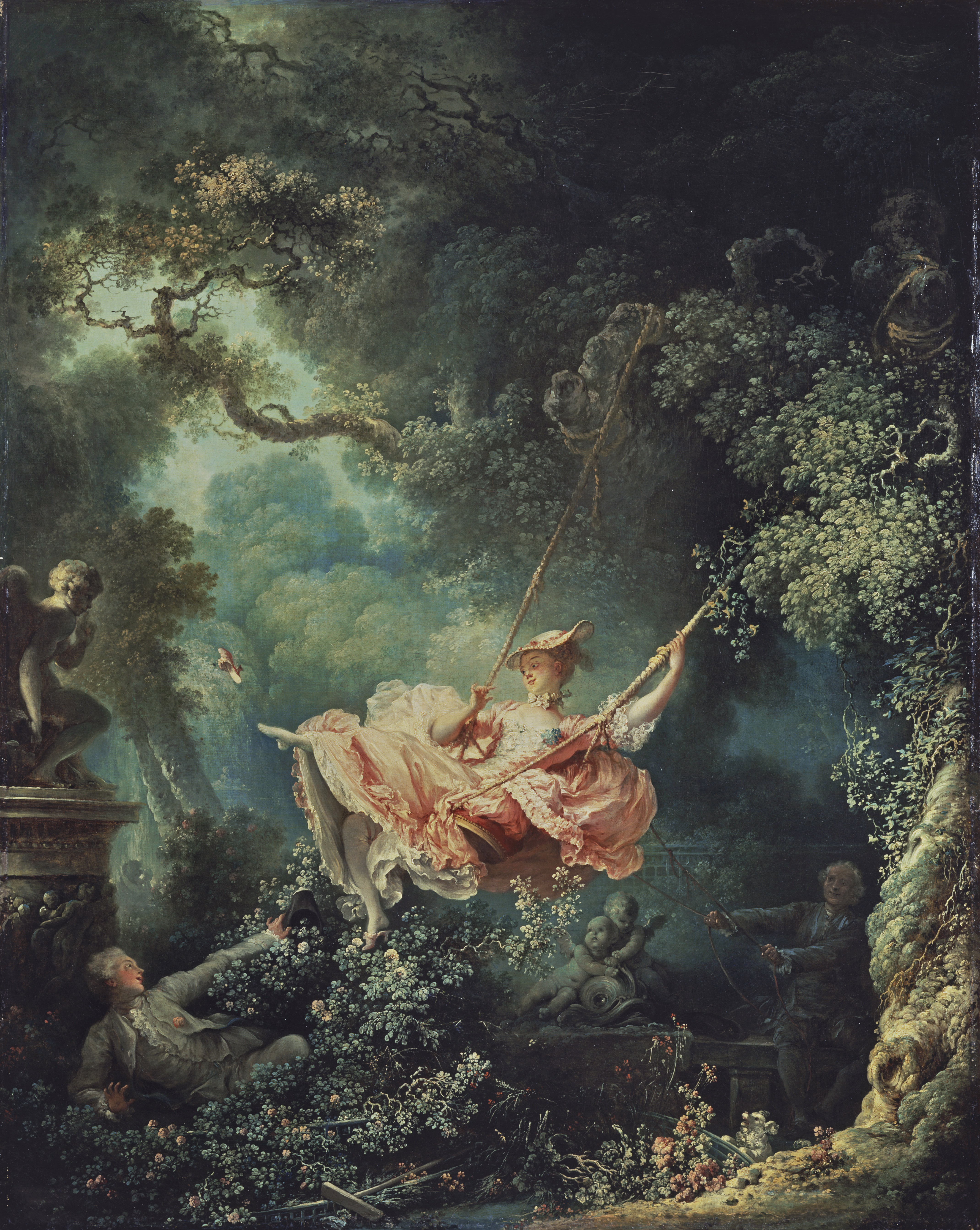
Les Hasards heureux de l'escarpolette, de Fragonard.

Cette page concerne l'année 1769 en arts plastiques.

## Œuvres
- Les Hasards heureux de l'escarpolette : tableau de Fragonard

## Naissances
- 8 janvier : Pietro Benvenuti, peintre néoclassique italien († 3 février 1844),
- 31 janvier : Henry Howard, peintre britannique († 5 octobre 1847),
- 19 février : Hilaire Ledru, peintre français († 2 mai 1840),
- 9 mars : Adélaïde Binart, peintre néoclassique française († septembre 1832),
- 12 mars : François Boher, peintre français († 8 avril 1825),
- 19 mars : Jacques François Joseph Swebach-Desfontaines, peintre et dessinateur français († 10 décembre 1823),
- 18 octobre : Jacques-Luc Barbier-Walbonne, peintre français († 16 mars 1860),
- 23 octobre : James Ward, peintre et graveur britannique († 23 novembre 1859).
- 7 décembre : Adèle Romany,  peintre française († 6 juin 1846),
- ? :
  - William Leney, graveur britannique († 1831),
  - Bartolomé Montalvo, peintre espagnol († 11 août 1846).

## Décès
- 9 février : Johann Georg Trautmann, peintre et graphiste allemand (° 23 octobre 1713),
- 17 avril : Johann Rudolf Dälliker, peintre suisse (° 1694),
- 31 mai : Francesco Fontebasso, peintre rococo italien appartenant à l'école vénitienne (° 4 octobre 1707),
- 24 juin : Jan Palthe, peintre néerlandais (° 14 février 1717),
- 17 août : Giuseppe Bazzani, peintre rococo italien (° 23 septembre 1690),
- 13 octobre : Vito d'Anna, peintre italien (° 4 octobre 1718),
- 15 décembre : Pierre Antoine Baudouin, peintre et dessinateur français (° 17 octobre 1723),
- ? : Giuseppe Grisoni, sculpteur et peintre italien de la période rococo (° 24 octobre 1699).